# Wilga złota
Wilga złota (Oriolus auratus) – gatunek ptaka z rodziny wilgowatych (Oriolidae), występujący w Afryce Subsaharyjskiej. Nie jest zagrożony wyginięciem.

## Systematyka
Wyróżniono dwa podgatunki O. auratus:
- O. auratus auratus – wilga złota[3] – Senegambia do Sudanu i Sudanu Południowego
- O. auratus notatus – wilga złotoskrzydła[3] – Angola do środkowego Mozambiku

Być może stanowią one osobne gatunki.

## Występowanie
Wilga złota zamieszkuje znaczną część Afryki Subsaharyjskiej. Unika suchych terenów oraz nizinnych lasów. Preferuje wilgotne lasy równikowe oraz sawannę.

## Morfologia
Wygląd
Upierzenie samca żółte z czarnymi fragmentami skrzydeł i sterówek. Wilgę złotą można odróżnić od wilgi zwyczajnej (która w Afryce zimuje) po większej ilości żółtego koloru na skrzydłach (skrzydła wilgi zwyczajnej są w całości czarne).
Upierzenie samic jest brązowo-żółte, od wilg zwyczajnych odróżnia je większy kontrast w barwie tułowia i skrzydeł oraz czarne plamy wokół oczu.
Rozmiary
Długość ciała około 20 cm; masa ciała 60–80 g.

## Lęgi
Gniazdo w kształcie koszyka zbudowane jest z suchych traw i szczątków roślin połączonych ze sobą pajęczą siecią. Przeciętna średnica gniazda wynosi od 8 do 9 cm, a głębokość około 5 cm. Zawieszone jest przeciętnie 10 metrów nad ziemią, między dwiema gałęziami i z dala od pnia.
Sezon lęgowy trwa od sierpnia do stycznia. Samica składa od 2 do 5 jaj (najczęściej 2–3). Okres inkubacji trwa około 17 dni, pisklęta pozostają w gnieździe przeciętnie przez 15 dni (karmione są przez oboje rodziców).

## Pożywienie
Wilgi złote żywią się głównie szarańczami, gąsienicami, muchówkami, a także owocami.

## Status
IUCN uznaje wilgę złotą za gatunek najmniejszej troski (LC, Least Concern) nieprzerwanie od 1988 roku. Liczebność populacji nie została oszacowana, ale ptak ten opisywany jest jako zazwyczaj pospolity. Trend liczebności populacji uznawany jest za spadkowy.